# سكوت وليامز (لاعب هوكي الحقل)
سكوت وليامز (بالإنجليزية: Scott Williams)‏ هو لاعب هوكي الحقل أمريكي، ولد في 16 يناير 1971.

## وصلات خارجية
- سكوت وليامز على موقع أوليمبيديا (الإنجليزية)